# Salomon van Til

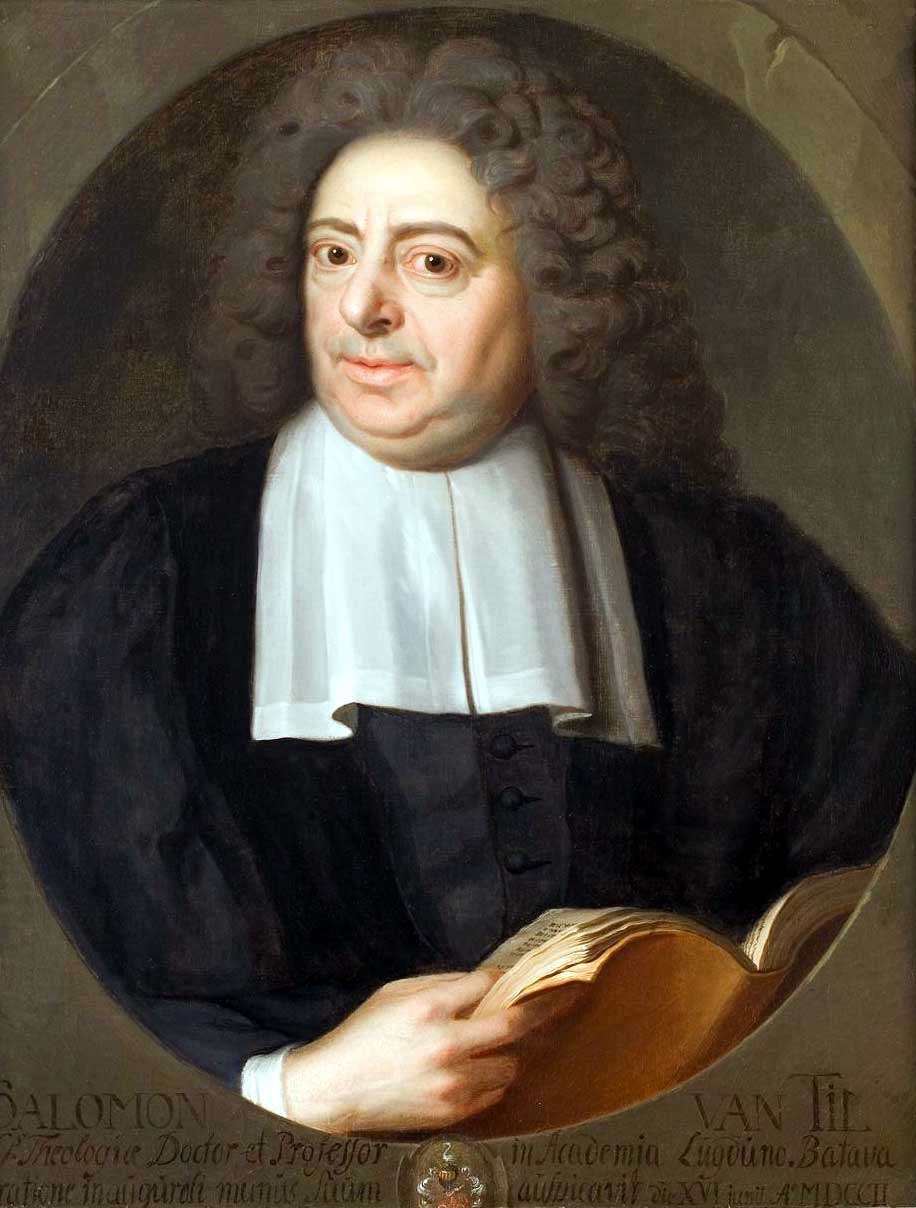
Salomon van Til

Salomon van Til, auch: Till, (* 28. Dezember 1643 in Weesp; † 31. Oktober 1713 in Leiden) war ein niederländischer reformierter Theologe.

## Leben
Der Sohn des Handwerkers und Ältesten der reformierten Gemeinde Johannes van Til († 1678) und dessen Frau Barbara le Grand, wuchs in einem reformierten geprägten Umfeld auf. Sein Vater, der selber Pfarrer in Broek auf Langedijk und Zuid-Scharwoude wurde, hatte den Wunsch gehegt, dass sein Sohn ebenfalls den Pfarrberuf ergreifen möge. Hierzu besuchte er die Lateinschule in Alkmaar. Er begann ein Studium an der Universität Utrecht, wo er zunächst die Vorlesungen des Orientalisten Johann Leusden besuchte. Theologische Studien absolvierte er später bei Gisbert Voetius, Andreas Essenius und Frans Burman. Besonders von Burman, der den Standpunkt von René Descartes und Johannes Coccejus vertrat, fühlte er sich angezogen. Ein Sprachfehler bewog ihn aber, sich dem Studium der Medizin zu widmen. Auf Zureden Burmans kehrte er wieder zur Theologie zurück und setzte seine Studien an der Universität Leiden fort, wo er sich am 23. September 1664 immatrikulierte.
Hier besuchte er die Vorlesungen von Coccejus, Johannes Hoornbeek, Abraham Heidanus und Jacobus Golius. Zu jener Zeit geriet mit seinem orthodox orientierten Vater in eine Auseinandersetzung, welcher ihn vor Coccejus warnte und den Ankauf von dessen Büchern verbot. Nach seinem Studium in Leiden wurde er 1666 Pfarrer in Huisduinen, wo er sich elf Jahre lang dem weiteren Studium der Bibel widmete. Die theologischen Auseinandersetzungen seiner Zeit gingen auch nicht an ihm vorüber. Nach der Wiederherstellung der Statthalterschaft der Oranier 1672 sollte Til aus seinem Amt gedrängt werden. Darum nahm er sein medizinisches Studium wieder auf, um seinen Lebensunterhalt sichern zu können. Bald aber trat er wieder als Prediger in Erscheinung und konnte sich solch einen Ruf erwerben, das er 1676 eine Pfarrstelle in Rijp übernehmen konnte und 1682 auf eine Pfarrstelle in Medemblik wechselte. Anfang 1683 wurde er Pfarrer in Dordrecht, übernahm 1684 eine Professur der Kirchengeschichte und Philologie an der Illustren Schule, welche Stelle er mit der Rede De officio magistratus erga scholas et gymnasia atque eos, qui studiorum patrocinia pro viribus suscipiunt (Amsterdam 1684) antrat.
Am 6. Mai 1702 beriefen ihn die Kuratoren der Leidener Universität zum Professor der Theologie, am 13. Juni 1702 erhielt er vom Senat der Leidener Hochschule das Ehrendoktorat der Theologie und am 16. Juni 1702 trat er das ihm übertragene Amt mit der Rede qua exitus Ecclesiae Reformatae ex Babylone spirituali justificatur et a Schismatis crimine liberatur an. Seine Vorlesungen behandelten die prophetischen Schriften des Alten Testaments, die Föderaltheologie des Coccejus  und Homiletik. Seine Vorlesungen fanden weithin Betrachtung. In seiner Eigenschaft als Leidener Hochschullehrer beteiligte er sich auch an den organisatorischen Aufgaben der Bildungseinrichtung und er war 1704/05 Rektor der Alma Mater. 1710 erlitt er einen Schlaganfall, woraufhin er gelähmt war und das Gedächtnis verlor. Drei Jahre später wurde er aus dem Zustand durch den Tod erlöst.
Van Til war ein Gegner von Streit und Zwietracht innerhalb der reformierten niederländischen Kirche, wie aus seinem Werk Salems vreede in Liefde, Trouw en Waarheit behartigt (Dortrecht 1680, u.ö.) hervorgeht. Als Vertreter einer gemäßigten theologischen Denkweise erkannte er auf dem Gebiet der Theologie das Recht der Vernunft an, unterschied aber auch deutlich die Theologie naturalis von der Theologie revelata. Denn für ihn galt die göttliche Offenbarung als einzige Quelle, wie es aus seinem Werk Theologiae utriusque, cum Nauralis tum Revelatae compendium (Leiden 1704) ersichtlich ist. Besonders die prophetischen Schriften des alten Testaments sowie die orientalischen Sprachen sind seine Hauptgebiete gewesen und als ausgezeichneter Kanzelredner hatte er sich zu seiner Zeit einen ausgezeichneten Ruf erworben.
Van Til war zwei Mal verheiratet. Seine erste Ehe schloss er am 28. Juni 1666 mit Maria van Tethrode († 1697). Seine zweite Ehe ging er am 17. Juni 1697 mit Agatha Catharina Molenschot († 1708) ein. Von den Kindern kennt man die Tochter Maria van Til, welche den Pfarrer in Burgh Benjamin van Hess heiratete. Die Tochter Barbara van Til ehelichte den Polizisten von Raamsdonk Jeronymus Jacob van Thulden. Der Sohn Jan Rochus van Til trat in den niederländischen Staatsdienst und wurde Botschafter in Lissabon und Köln.

## Werke
- Salems vrede in liefde, trouw en waerheyd behartigt. o. O. 1678, 1687, 1698, 1730.
- Het Evangelium des h. apostels Matthaei. Alkmar und Amsterdam 1683, 1687, 1698, 1703 (books.google.de), 1717, 1726.
- De officio magistratus erga Scholas et gymnasia (…). Amsterdam 1684.
- Inleydinge tot de prophetische schriften. Dordrecht 1684, 1698, In Deutsch: Einleitung zu den prophetischen Schriften. Frankfurt-Hanau 1699 (books.google.de).
- Methodus concionandi juxta praecepta artis hermeneuticae et oratoriae concinnata. Dordrecht, 1688, niederländisch: Predikordre, geschikt naar de leerregelen der uitleg en redeneerkunde (…). Haarlem 1705.
- Methodus concionandi, illustrata commentariis et exemplis quibus addila sunt eiusdem auctoris bibliotheca theologica et aliae dissertationes. Utrecht 1727 (books.google.de).
- Digt-, zang- en speelkonst soo der ouden als bysonder der Hebreen. Dordrecht 1692, 1706, 1728; in Deutsch: Dicht-, Sang- und Spielkunst (…). Franckfurt-Leipzig 1706 (books.google.de), 1719; lateinisch.: Cantus poeseos nee non sonandi facultas. In: Blasius Ugolinus: Thesaurus anliquitatum sacrarum, XXXII. Venetiis 1767.
- Het eerste boek der Psalmen ontvouwt en ten gebruyeke gebracht (…). Dordrecht 1693; in Deutsch.: Das erste Buch der Psalmen. Leipzig 1706.
- Het voorhof der heydenen voor alle ongeloovigen geopenl (…). Dordrecht 1694, 1714.
- Broederlijke rouw-klagt over het ontijdig afsterven van (…) D. Jacobus Sappius (…) Zielsorger der kudde Jesu Christi binnen Dordrecht (…). Dordrecht 1695.
- ’t Vervolg op het voorhof der heydenen (…). Dordrecht 1696.
- Het tweede boek der Psalmen. Dordrecht 1696, deutsch: Das zweite Buch der Psalmen. Frankfurt und Leipzig, 1720 (books.google.de).
- Eerste werelts op- en ondergang na Mosis oogwit en beschrijving ontvouwt (…). Dordrecht 1698, 1724.
- Het derde boek der Psalmen. Dordrecht 1698.
- Phosphorus propheticus seu Mosis et Habakuki vaticinia. Hisce accedit Dissertatio paradoxa theologico-chronologica de anno, mense et die nati Christi. Leiden 1700.
- Malachias Illustratus. Leiden 1701 (books.google.de).
- Zielenraad in tyden van druk aan 't bedroefde Nederland ter occasie van het smartelijk overlijden van William de III. Dordrecht 1702.
- Oratio qua exit us ecclesiae reformatae ex Babylone spirit uali justificalur et de scismatis crimine liberatur. Leiden 1702; niederländisch: Intree ’s reden, waar by d'uytgang der Hervormde Kerk, uyt het geestelijk Babel word verdedigt (…). Dordrecht 1702.
- Theologiae utriusque compendium cum naturalis tum revelatae una cum appendicede origine controversiarum nostri temporis (…). Leiden 1704; niederländisch: Kortbondig betoog der beyder godgeleerdheid, soo der aangeborene als der geopenbaarde (…). Dordrecht 1712.
- De conscientia in funetionibus et proprietatibus contemplanda. Leiden 1705.
- Dissertatio theologico-philologica (…). Leiden 1706.
- Antidotum viperinis morsibus D.J. oppositum. Leiden 1707; niederländisch: Tegengift tegen de addersteeken van Mr. P. de Joncourt vertaalt en verdedigt. Utrecht 1708.
- Ernstige aanspraak aan Mr. Pieterde Joncourt. Leiden 1708.
- Het vierde en vijfde boek der Psalmen. Leiden 1708.
- Commentarius de tabernacula Mosis (...) et Zoologia sacra. Dordrecht-Amsterdam 1714 (books.google.de).
- Homiliae catecheticae et festates, ut et plurimi ad infantiam ac passionem Christi spectantes; nee non quae pertinent ad Decalogum. Utrecht 1714, 1726. niederländisch: Alle de feestkerkreedenen, gepast op de geboorte, kindsheyd, opstanding, hemelvaart en uitstorting des Heyligen Geestes van Onzen Heere Jezus Kristus. Haarlem 1715, 1725, 1731.
- Verzameling van eenige uitgeleeze predikatiën, met een bondige ontleding van het lied van Mozes. Leiden 1714, 1733.
- Opstel over het Hoogelied. In: N. Lydius: Het Hoogelied van Salomo. 2. Auflage. Amsterdam 1719.
- Opus analyticum vol. praec. sive commentarius ad Mosis, Habakuk et Malachiae vaticinia. Leiden 1719.
- Opus analyticum, comprehendens introductionem in Sacram Scripturam, ad Johannis Heinrici Heideggeri Enchiridion IEPOMNHMONIKON concinnatum. Utrecht 1720; Basel 1722, 2 Bde.,
- De send-brieven van Paulus aan de Romeinen en Filippensen (…). Haarlem 1721–1722. 2. Bde.
- Theologia paracletica, cui additaesunt variae condones (…). Utrecht 1724, niederländisch: Pligrvermanende godgeleerdheid met Tal van leerredenen (...) en Redevoering over het geweten. Utrecht 1726, 1727, 2. Bände.
- Alle de vijf boeken der Psalmen. Utrecht 1724, 5 Bände.
- Collectio fragmentorum homiliarum catecheticarum. Utrecht 1725.
- Kerkredenen over den Heidelbergschen catechismus. Utrecht 1725.
- Ondersoek des geloofs, in vraagen voorgestelt en met antwoorden ontvouwt. Dordrecht 1726.
- Commentarius in IV Pauli epistolas (…) I ad Corinthios, Ephesios, Philippenses et Colossenses. Amsterdam 1726.
- Verklaring van den eersten brief van Paulus aan die van Corinthen. Amsterdam 1726.
- Commentaria absolutissima nova in varios libros propheticos (…). In hac editione adjectae sunt (…) Dissertationes philologico-theologicae et Acta apostolorum ad annates revocata. Leiden 1744, 3. Bände.

## Weblink
- Salomon van Til bei der DBNL

| Personendaten    | Personendaten                          |
| ---------------- | -------------------------------------- |
| NAME             | Til, Salomon van                       |
| ALTERNATIVNAMEN  | Salomon van Till                       |
| KURZBESCHREIBUNG | niederländischer reformierter Theologe |
| GEBURTSDATUM     | 28. Dezember 1643                      |
| GEBURTSORT       | Weesp                                  |
| STERBEDATUM      | 31. Oktober 1713                       |
| STERBEORT        | Leiden                                 |